# Греция на летних Олимпийских играх 1952
Греция принимала участие в летних Олимпийских играх 1952 года в Хельсинки (Финляндия) в двенадцатый раз за свою историю, делегировав 48 спортсменов в 7 видах спорта. Греческие атлеты принимали участие во всех летних Олимпийских играх. Тем не менее в Хельсинки Греция не завоевала ни одной медали.

## Баскетбол
Мужчины
- Группа B

-  Венгрия: поражение 38-75
-  Израиль: победа 54-52
-  Венгрия: поражение 44-47

Итог: не вышла из группы

## Стрельба
Члены команды:
- Константинос Милонас (скоростной пистолет, 25 м)
- Ангелос Пападимас (скоростной пистолет, 25 м)
- Георгиос Стафис (пистолет, 50 м)
- Афанасиос Аравоситас (винтовка, 50 м)
- Иоаннис Куцис (винтовка, трап)
- Панайотис Линардакис (винтовка, трап)

## Футбол
Мужчины
- 1/32 финала

-  Дания: поражение 1:2

Итог: выбыла в 1/32 финала